# Jeinkler Aguirre
Jeinkler Aguirre est un plongeur cubain, né le 14 juin 1990 à Camagüey.

## Biographie
Aux Jeux olympiques d'été de 2008, il se classe 15e à la plateforme de 10 mètres en solo.
Aux Championnats du monde 2009, avec José Guerra Oliva, il remporte la médaille de bronze à la plateforme de dix mètres - synchronisé.
Aux Jeux panaméricains de 2011, il remporte la médaille d'argent à la plateforme de 10 mètres - synchronisé.
Aux Jeux olympiques d'été de 2012, il est 18e à la plateforme de 10 mètres en solo et 5e en synchronisé.
Aux Jeux panaméricains de 2015, il remporte la médaille d'or à la plateforme de 10 mètres - synchronisé.